# Новые Ишли
Но́вые Ишли́ (тат. Яңа Ишле) — село в Дрожжановском районе Республики Татарстан, административный центр Новоишлинского сельского поселения.

## География
Село находится в бассейне реки Карла, в 11 километрах к северу от села Старое Дрожжаное.

## История
Село основано в конце XVII века.
В XVIII – первой половине XIX веков жители относились к категории государственных крестьян (выполняли лашманскую повинность). Занимались земледелием, разведением скота, было распространено отходничество на шахты, фабрики и заводы, сезонные сельскохозяйственные работы.
В «Списке населенных мест по сведениям 1859 года», изданном в 1863 году, населённый пункт упомянут как лашманская деревня Новые Ишли 1-го стана Буинского уезда Симбирской губернии. Располагалась при вершине реки Карлы, на коммерческом тракте из Буинска в Алатырь, в 53 верстах от уездного города Буинска и в 21 версте от становой квартиры во владельческой деревне Малая Цыльна. В деревне в 65 дворах жили 548 человек (272 мужчины и 276 женщин). Была мечеть.
В начале XX века в селе функционировали 2 мечети, 2 медресе, 6 торгово-промышленных заведений. В этот период земельный надел сельской общины составлял 1426,6 десятины.
В 1930 году в селе организован колхоз «Алга», с 2011 года филиал «Новые Ишли» ООО «Ак Барс Дрожжаное».
До 1920 года село входило в Ново-Какерлинскую волость Буинского уезда Симбирской губернии. С 1920 года в составе Буинского кантона ТАССР. С 10 августа 1930 года в Дрожжановском, с 1 февраля 1963 года в Буинском, с 30 декабря 1966 года в Дрожжановском районах.

## Население
| 1859 | 1897  | 1913   | 1920   | 1938   | 1949  | 1958  | 1970  | 1979  | 1989  | 2002  | 2010  | 2018 |
| ---- | ----- | ------ | ------ | ------ | ----- | ----- | ----- | ----- | ----- | ----- | ----- | ---- |
| 548  | 773 ↗ | 1007 ↗ | 1018 ↗ | 1260 ↗ | 965 ↘ | 742 ↘ | 714 ↘ | 501 ↘ | 342 ↘ | 314 ↘ | 298 ↘ | 242↘ |

Национальный состав села - татары.

## Экономика
Основное занятие населения – полеводство, мясо-молочное скотоводство.

## Социальная инфраструктура
Начальная школа, дом культуры, библиотека, фельдшерско-акушерский пункт.

## Мемориальные объекты
Стела погибшим в годы Великой Отечественной войны.

## Религиозные объекты
Мечеть.